# Hawoli

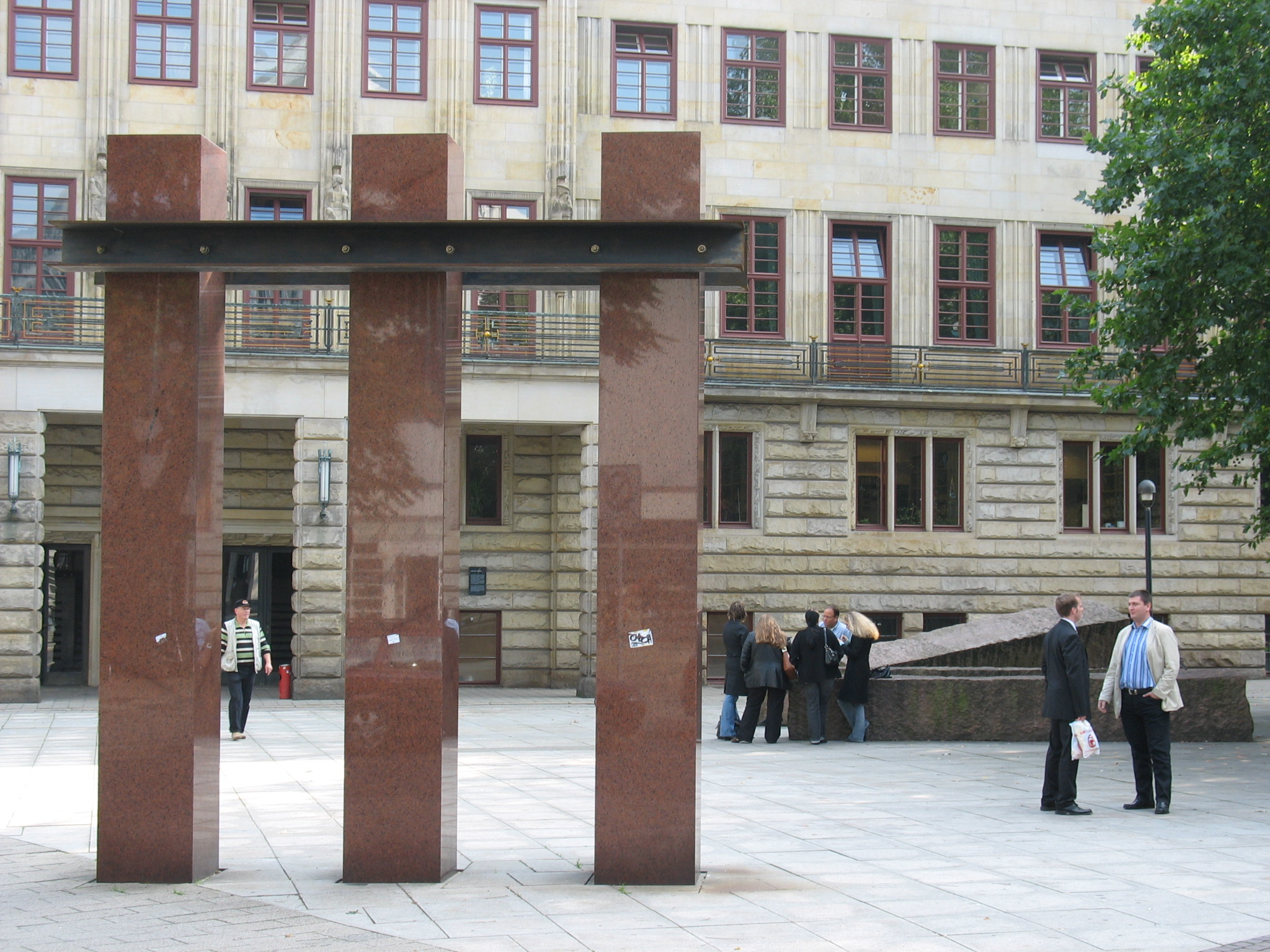
„Fragment“

Hawoli,  bürgerlicher Name Hans-Wolfgang Lingemann (* 13. September 1935 in Bleckede; † 13. Februar 2025 in Neuenkirchen) war ein niedersächsischer Maler und Bildhauer.

## Biografie
Der Künstler begann 1956 ein Ingenieurstudium und arbeitete seit 1962 freischaffend als Maler. Seit Beginn der 1970er erstellte er auch größere Plastiken, häufig aus Naturstein und Stahl. Zu seinen größeren Werken im öffentlichen Raum gehört „Fragment“, vier gestürzte rot-schwarze Granitpfeiler vor dem Haus des Reichs in Bremen.
Von 1965 bis 1973 lebte und arbeitete Lingemann in der Künstlersiedlung Halfmannshof in Gelsenkirchen. Im Jahr 1972 hat Hawoli zu dem von Gerd Hergen Lübben initiierten und redigierten Programmblätter-Projekt InformationKulturUnna│iku : „AUF DER ANDEREN SEITE • Texte Grafik Konzepte Noten“ (1972–1974) der Stadt Unna Collagen beigetragen.
Hawoli war Mitglied im Deutschen Künstlerbund. Er lebte und arbeitete auf dem Springhornhof in Neuenkirchen bei Soltau. Viele seiner Arbeiten sind in der dortigen Region, zum Beispiel als Teil der Kunst-Landschaft Springhornhof, zu finden.
Hawoli wurde mit seinem Werk in die „Künstlerdatenbank und Nachlassarchiv Niedersachsen“ aufgenommen.

## Werke
- Drehende Schrauben (1971) in Hannover[3]
- Spannung (1979) in Hemelingen
- Steingrat (1979), Bodenskulptur an der kleinen Weser
- Gegenpol/Kraft und Bewegung (1981) in Walle
- Balancen (1983) in  Bremen - Neustadt, Hohentorsheerstraße 112
- Eingewachsene Zeit (1985) in Vegesack, Gerhard-Rohlfs-Straße
- Fragment (1991), eine Hommage an Rudolf Hilferding
- Verschiedene Gedenktafeln, u. a. für Sinti und Roma

## Preise und Auszeichnungen
- 1964 Oostende, prix europe de peinture, Médaille d’argent
- 1964 Kunstpreis der Stadt Gelsenkirchen
- 1968 Stipendium des Kulturkreises der Deutschen Wirtschaft
- 1985 Niedersächsisches Künstlerstipendium
- 2000 Niedersächsischer Verdienstorden (am Bande)